# Charlie McDonald
Charles „Charlie“ McDonald (* 11. Juni 1935 in Ballyroan, County Laois) ist ein ehemaliger irischer Politiker der Fine Gael.

## Biografie
McDonald war von Beruf Landwirt. 1961 wurde er erstmals als Mitglied in den Senat (Seanad Éireann) gewählt und vertrat in diesem bis 1973 die Interessengruppe Landwirtschaft, Viehzucht und Fischerei, den sogenannten Agricultural Panel. 1969 kandidierte er als Kandidat der Fine Gael erfolglos im Wahlkreis Laoighis-Offaly für einen Abgeordnetensitz im Unterhaus (Dáil Éireann).
1973 wurde er nicht nur im Wahlkreis Laoighis-Offaly zum Abgeordneten in das Unterhaus, sondern auch im Januar 1973 und März 1973 zum Mitglied des Europäischen Parlaments gewählt, dem er bis 1979 angehörte. Bei der Wahl zum 21. Dáil Éireann 1977 erlitt er zwar eine Wahlniederlage und schied aus dem Unterhaus aus, wurde er kurz darauf als Vertreter des Agricultural Panel erneut zum Mitglied des Senats gewählt und gehörte diesem bis 1992 an. Bei der ersten Europawahl 1979 kandidierte er im Wahlkreis Leinster erfolglos für ein Mandat im Europäischen Parlament.
Nachdem er vom 18. Juli 1979 bis zum 11. August 1981 Vizepräsident des Senats (Leas Cathaoirleach) war, wurde er am 8. Oktober 1981 Cathaoirleach und somit Senatspräsident. Dieses Amt bekleidete er bis zum 13. Mai 1982. Danach war er zwischen dem 19. Mai 1982 und dem 30. Januar 1983 erneut Vizepräsident des Senats.
Bei den Wahlen zum Dáil Éireann 1981, Februar und November 1982 sowie 1987 kandidierte er abermals erfolglos im Wahlkreis Laoighis-Offaly für einen Abgeordnetensitz im Unterhaus. Zuletzt war er vom 20. Mai 1987 bis zum 15. August 1989 wieder als Leas Cathaoirleach Vizepräsident des Senats.
Seine anschließende Kandidatur bei der Europawahl 1989 im Wahlkreis Leinster war ebenso erfolglos wie seine Bewerbungen für eine Wiederwahl zum Mitglied des Senats 1993 und 1997.